# جوتوکو
جوتوکو (به ژاپنی: 承徳 Jōtoku) نام یک عصر تاریخی ژاپنی (نِنگُو) بود. این عصر بعد از ایچو و قبل از کووا (دوره هی‌آن) قرار داشت و از نوامبر ۱۰۹۷ تا اوت ۱۰۹۹ میلادی به طول انجامید. در طی این عصر امپراتور هوریکاوا، امپراتور ژاپن بود.